# Polycarpus
Polycarpus ou Polycarpe est un haut dignitaire byzantin sous le règne d'Anastase Ier (491-518), qui occupe notamment la fonction de préfet du prétoire d'Orient.

## Biographie
Polycarpus est originaire de Beryte (aujourd'hui Beyrouth) dans la Syrie romaine. Il rentre dans l'administration en tant que scriniaire et, d'après la Vie de Sévère de Zacharie le Rhéteur, il participe alors à combattre les pratiques païennes encore présentes dans la région de Beryte, aux côtés de Sévère d'Antioche, important théologien de l'époque. Il progresse ensuite dans la hiérarchie et fait partie des nombreux dignitaires originaires de Syrie à être promus par l'empereur Anastase, dont les sympathies monophysites sont de notoriété publique. Or, ce courant du christianisme est alors en plein développement en Syrie, à l'image de Sévère d'Antioche, l'un de ses principaux promoteurs. En 498, il devient préfet du prétoire d'Orient, l'un des postes les plus importants de l'Empire puisqu'il gère l'administration de l'essentiel des provinces impériales. A ce titre, il contribue à la politique fiscale particulièrement solide d'Anastase, qui souhaite rétablir l'état des finances publiques sans accroître les impôts. C'est notamment à cette date que le chrysargyre, un des impôts de l'Empire, est aboli. Si l'on s'appuie sur les fastes de la préfecture du prétoire, il aurait occupé cette fonction de 497 à 502.